# 富莫山
46°08′40″N 10°32′44″E / 46.14443°N 10.54567°E
富莫山（義大利語：Monte Fumo），是意大利的山峰，位於該國北部，由倫巴第大區負責管轄，屬於阿達梅洛-普雷薩內拉阿爾卑斯山脈的一部分，海拔高度3,418米，每年平均降雨量1,357毫米。